# كاساي الجنوبية
كاساي الجنوبية (بالفرنسية: Sud-Kasaï) هي دولة انفصالية غير معترف بها داخل جمهورية الكونغو (جمهورية الكونغو الديمقراطية الحديثة)، والتي كانت شبه مستقلة بين عامي 1960 و1962. واقتُرح في البداية أن تكون مقاطعة فقط، وسعت كاساي الجنوبية للحكم الذاتي الكامل في ظروف مماثلة لدولة كاتانغا المجاورة الأكبر بكثير، وذلك خلال الاضطرابات السياسية الناشئة عن استقلال الكونغو البلجيكية المعروفة باسم أزمة الكونغو. على عكس كاتانغا، لم تعلن كاساي الجنوبية الاستقلال الكامل عن جمهورية الكونغو بشكل صريح ولم ترفض السيادة الكونغولية.
كان ألبرت كالونجي زعيم كاساي الجنوبية والمدافع الرئيسي، وكان يمثل فصيلًا من الحركة القومية (الحركة الوطنية الكونغولية - كالونجي أو MNC-K) وقد استغل التوترات الإثنية بين مجموعته الإثنية، شعب بالوبا (أو لوبا)، وشعب بينا لولوا قبل نهاية الاستعمار، وذلك لإنشاء دولة تركز على شعب لوبا في القلب التقليدي للمجموعة في الأجزاء الجنوبية الشرقية من منطقة كاساي. ومع اندلاع العنف الطائفي في جميع أنحاء البلاد، أعلنت الدولة انفصالها عن الكونغو في 9 أغسطس عام 1960، ودعت حكومتها شعب البالوبا الذين يعيشون في بقية الكونغو إلى العودة إلى «وطنهم». وجرى تعيين كالونجي رئيسًا للدولة. وعلى الرغم من أن حكومة كاساي الجنوبية ادعت أنها تشكل جزءًا مستقلًا من دولة فيدرالية على مستوى الكونغو، إلا أنها مارست درجة من الحكم الذاتي الإقليمي، وسنت دستورها الخاص وطوابع البريد. وتمكنت الدولة، بدعم من القوى الأجنبية ولا سيما بلجيكا، وبتمويل من صادرات ألماس، من إدارة العديد من الأزمات، بما في ذلك الأزمات الناجمة عن الهجرة الكبيرة للاجئي شعب لوبا، ولكنها تحولت تدريجيًا إلى حكومة عسكرية وقمعية.
بعد فترة وجيزة من انفصال كاساي الجنوبية، اشتبكت قوات كاساي الجنوبية والقوات الكونغولية بعد أن أمرت الحكومة المركزية الكونغولية بشن هجوم عليها. والحملة الناتجة عن ذلك، والتي كان من المخطط لها أن تصبح أول عمل عسكري كبير ضد كاتانغا، رافقها مذابح واسعة النطاق ضد شعب بالوبا وأزمة لاجئين، وقد وصفت بإبادة جماعية من قبل بعض المعاصرين. جرى اجتياح الدولة بسرعة من قبل القوات الكونغولية. وكان العنف الممارس لقمع كاساي كفيلًا بإضفاء الشرعية لإقالة جوزيف كازا فوبو لباتريس لومومبا من منصب رئيس الوزراء في أواخر عام 1960 واعتقال لومومبا واغتياله لاحقًا. نتيجة لذلك، بقيت كاساي الجنوبية على علاقة جيدة نسبيًا مع الحكومة الكونغولية الجديدة منذ عام 1961. وخدم قادتها، بمن فيهم كالونجي نفسه، في كل من حكومة كاساي الجنوبية والبرلمان الكونغولي. وواصلت كاساي الجنوبية ممارسة حكم يشبه الاستقلال بينما تمكنت القوات الكونغولية والأمم المتحدة من التحرك عبر الإقليم دون صراع مع قوات الدرك في كاساي الجنوبية. في أبريل 1961، أخذ كالونجي اللقب الملكي مولوبوي («ملك البالوبا») لزرع رابط وثيق بين الدولة وإمبراطورية لوبا ما قبل الاستعمار. أدى هذا الفعل إلى تقسيم سلطات كاساي الجنوبية، وجرى التنصل من كالونجي من قبل غالبية الممثلين البرلمانيين لكاساي الجنوبية في ليوبولدفيل. وفي ديسمبر عام 1961 ألقي القبض على كالونجي بحجة قانونية في ليوبولدفيل وسُجن، وتولى فرديناند كازادي السلطة كرئيس للدولة بالنيابة. واحتلت القوات التابعة للأمم المتحدة والكونغولية كاساي الجنوبية. وفي سبتمبر عام 1962، بعد فترة وجيزة من هروبه من السجن والعودة إلى كاساي الجنوبية، أُطيح بكالونجي بانقلاب عسكري ونفي بعدها، ووضع حد للانفصال.
عادة ما يحدد تاريخ نهاية انفصال كاساي الجنوبية إما في ديسمبر عام 1961، وهو تاريخ اعتقال كالونجي، أو في أكتوبر عام 1962 مع الانقلاب المناهض لكالونجي ووصول القوات الحكومية.

## الخلفية

### الحكم الاستعماري
بدأ الحكم الاستعماري الأوروبي للكونغو في أواخر القرن التاسع عشر. وحاول الملك ليوبولد الثاني ملك بلجيكا، المحبط بسبب افتقار بلاده للقوة والهيبة الدولية، إقناع الحكومة البلجيكية بدعم التوسع الاستعماري حول حوض الكونغو الذي لم يستكشف آنذاك بشكل كبير. وأدى اختلاف أراء الحكومة البلجيكية بشأن الفكرة إلى تأسيس ليوبولد المستعمرة على حسابه الخاص. وبدعم من عدد من الدول الغربية، الذين اعتبروا ليوبولد حاجزًا مفيدًا بين القوى الاستعمارية المتنافسة، حقق ليوبولد اعترافًا دوليًا بمستعمرة شخصية هي دولة الكونغو الحرة في عام 1885. وجرى ضم إمبراطورية لوبا، وهي أكبر قوة إقليمية في منطقة كاساي، إلى الدولة الجديدة في عام 1889. وبحلول مطلع القرن، أدى عنف مسؤولي الدولة الحرة ضد الكونغوليين الأصليين ونظام الاستخراج الاقتصادي القاسي إلى ضغوط دبلوماسية مكثفة على بلجيكا لتولي السيطرة الرسمية على البلاد، وهو ما فعلته في عام 1908، ما أدى إلى تأسيس الكونغو البلجيكية.
كان الحكم البلجيكي في الكونغو قائمًا على «الثالوث الاستعماري» (trinité Coloniale) للدولة والمبشرين ومصالح الشركات الخاصة. وأدى منح الامتيازات للمصالح التجارية البلجيكية إلى تدفق كميات كبيرة من رأس المال إلى الكونغو وأصبحت تلك المناطق الفردية متخصصة. في العديد من المناسبات، ارتبطت مصالح الحكومة والمشاريع الخاصة ارتباطًا وثيقًا وساعدت الدولة الشركات على قمع الإضرابات وإزالة الحواجز الأخرى التي يفرضها السكان الأصليون. وقسمت البلاد إلى أقسام إدارية منظمة هرميًا، وجرت إدارتها بشكل موحد وفقًا لمجموعة «سياسة محلية» (politique indigène)، على عكس البريطانيين والفرنسيين، الذين فضلوا عمومًا نظام الحكم غير المباشر الذي يجري بموجبه الاحتفاظ بالقادة التقليديين في مواقع السلطة تحت الإشراف الاستعماري.

### الإثنية
قبل بداية الفترة الاستعمارية، شكلت منطقة كاساي الجنوبية جزءًا من إمبراطورية لوبا، وهي اتحاد من الممالك المحلية تمتلك درجة من الثقافة الموحدة. وخلال القرنين السابع عشر والثامن عشر انتشر شعب البالوبا عبر أجزاء كبيرة من سافانا كاساي كاتانغا على طول حوض نهر كاساي وتطوروا في النهاية إلى عدد من المجموعات الإثنية الفرعية، لا سيما لوبا كاساي ولوبا كاتانغا. على الرغم من عدم اتحادهم في دولة مركزية واحدة، إلا أن المجموعات احتفظت بدرجة من الارتباط العاطفي القائم على أساطير الأصل المشترك والممارسات الثقافية. وامتلكت المجموعات الأخرى، مثل سونغي وكانيوك، أيضًا تاريخًا طويلًا في منطقة كاساي.
كان أحد الموروثات الرئيسية للحكم الاستعماري في كاساي هو إعادة التقسيم التعسفي للسكان إلى مجموعات إثنية جديدة. وعلى الرغم من اللغة المشتركة (لغة تشيلوبا) وثقافة المجموعتين، اعتقد المسؤولون الاستعماريون أن سكان منطقة نهر لولوا مختلفون إثنيًا عن شعب بالوبا وأطلقوا عليهم اسم بينا لولوا. اعتقد المستعمرون أن البالوبا أشد ذكاءً، وأكثف عملًا، وأكثر انفتاحًا على الأفكار الجديدة من شعب بينا لولوا الذين كان يُعتقد أنهم أكثر رجعية وغباءً. نتيجة لذلك، منذ الثلاثينيات من القرن العشرين، بدأت الدولة بمعاملة المجموعتين بشكل مختلف وطبقت سياسات مختلفة لكل منهما وخصت شعب بالوبا بمناصب أرفع من المجموعات الإثنية الأخرى.
خلال الخمسينيات من القرن العشرين، عندما بدأ البلجيكيون بالخوف من أن يصبح صعود نخبة لوبا القوية تهديدًا للحكم الاستعماري، بدأت الإدارة بدعم منظمات لولوا. وساهم ذلك في تنامي الاستقطاب الإثني بين المجموعتين. وفي عام 1952، جرى إنشاء منظمة تسمى الإخوان اللولوا (Lulua Frères) للقيام بحملة من أجل التقدم الاجتماعي والاقتصادي لمجموعة لولوا وأصبحت ممثلًا غير رسمي لشعب بينا لولوا. وفي عام 1959، وصل العداء بين شعبي لوبا ولولوا إلى ذروته من خلال اكتشاف اقتراح استعماري لنقل مزارعي لوبا من أراضي لولوا إلى الأراضي الأقل خصوبة في إقليم لوبا. ونتيجة لذلك، ازداد العداء واندلعت الاشتباكات العنيفة. وفي أغسطس 1959، قمعت مظاهرات لوبا ضد تلك الخطة بشكل عنيف من قبل الجيش والشرطة الاستعمارية.